# Giovanni Domenico Tiepolo

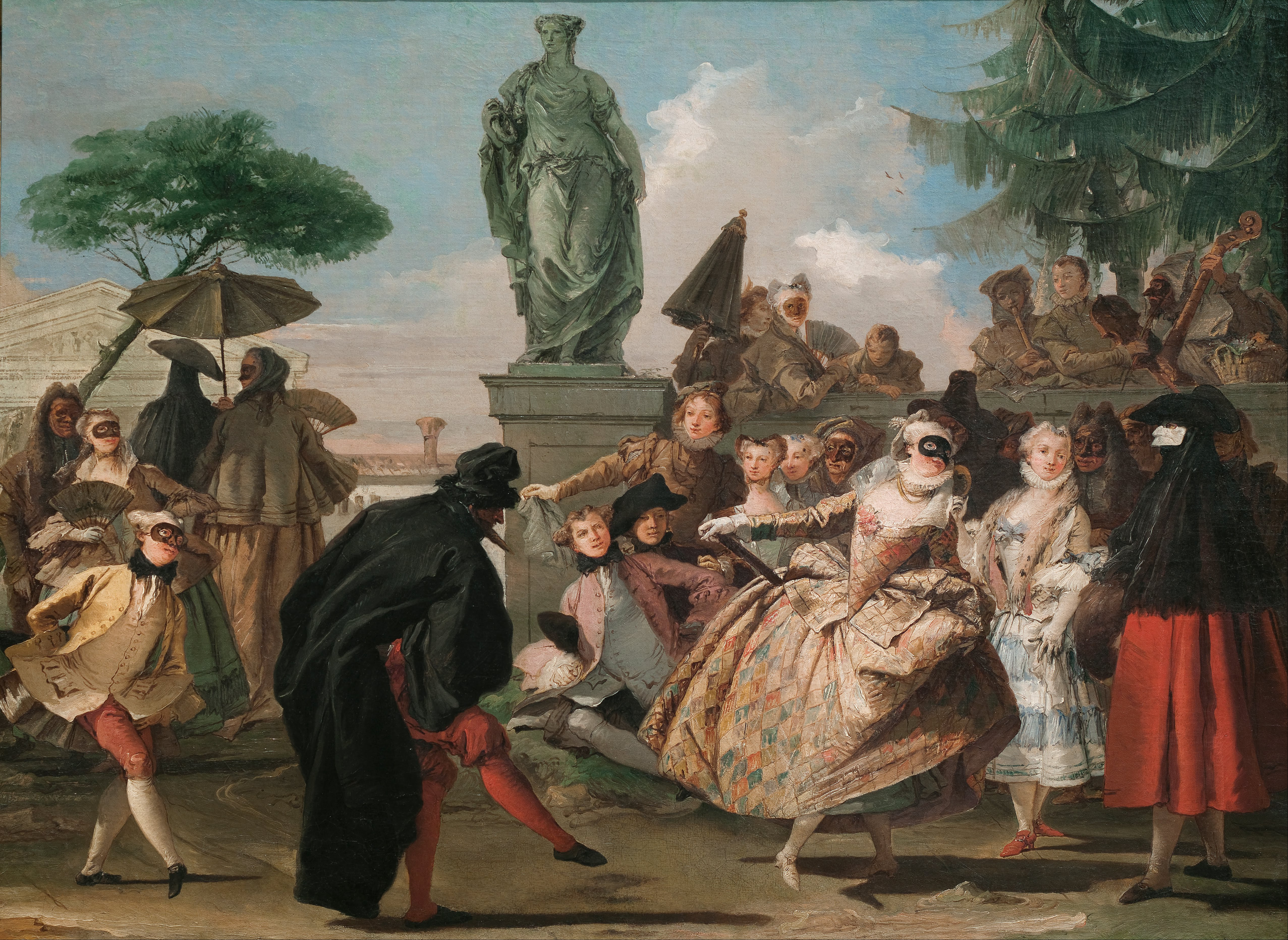
Giovanni Domenico Tiepolos målning The Minuet.

Giovanni Domenico Tiepolo, Giandomenico Tiepolo, född 30 augusti 1727, död 3 mars 1804, italiensk konstnär. Son till Giovanni Battista Tiepolo.
Tiepolo var elev och senare trogen medarbetare till sin far, som han följde bland annat till Würzburg 1750–1753, Villa Valmarna i Vicenza och Madrid 1762–1770. Efter faderns död återvände han till Venedig, där han 1780 blev konstakademipresident.